# منسج جاكارد

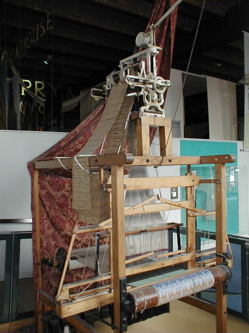
منسج جَكَرد معروض في متحف العلم والصناعة في مانشستر، في مدينة مانشستر في إنكلترا.

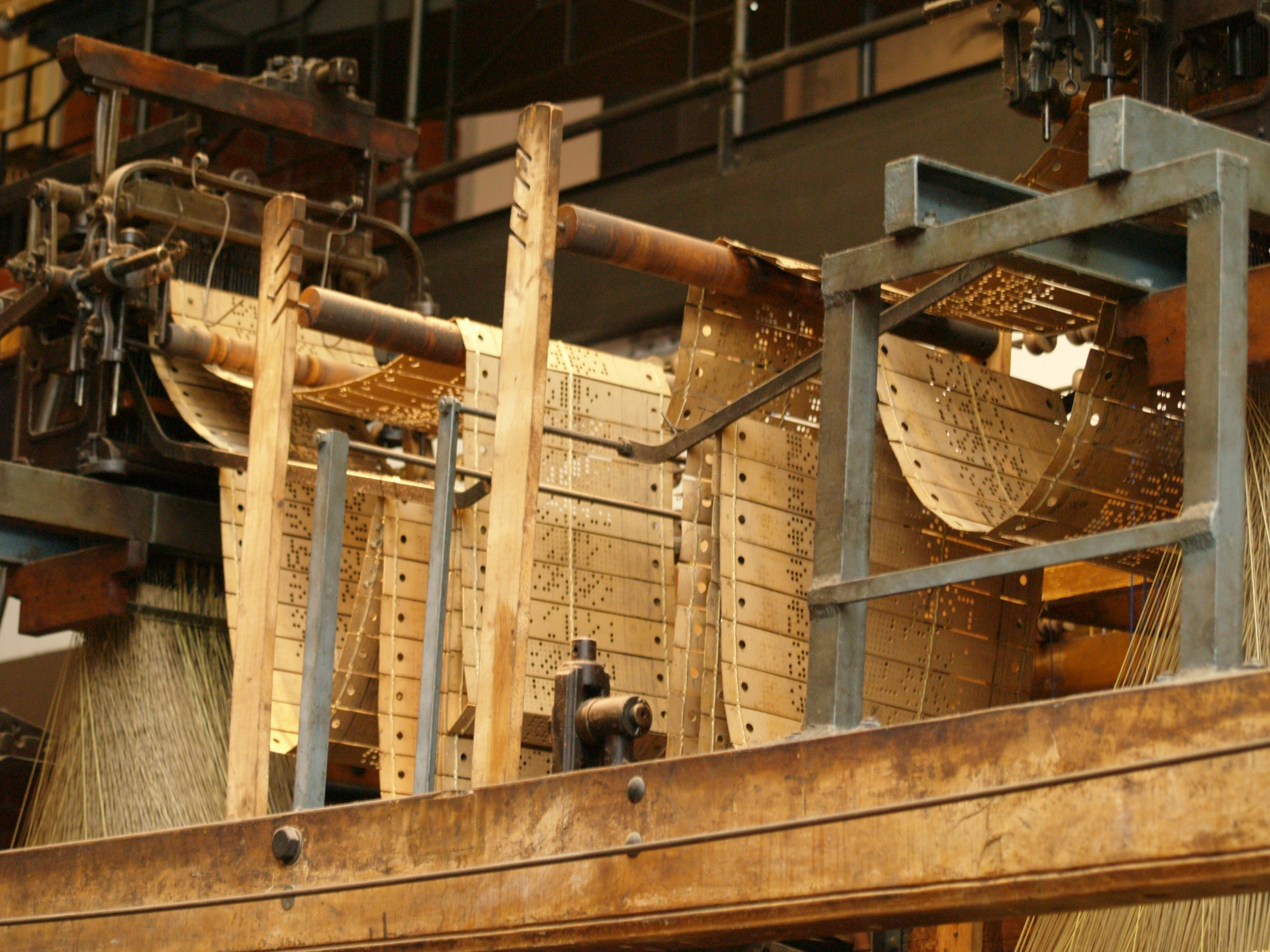

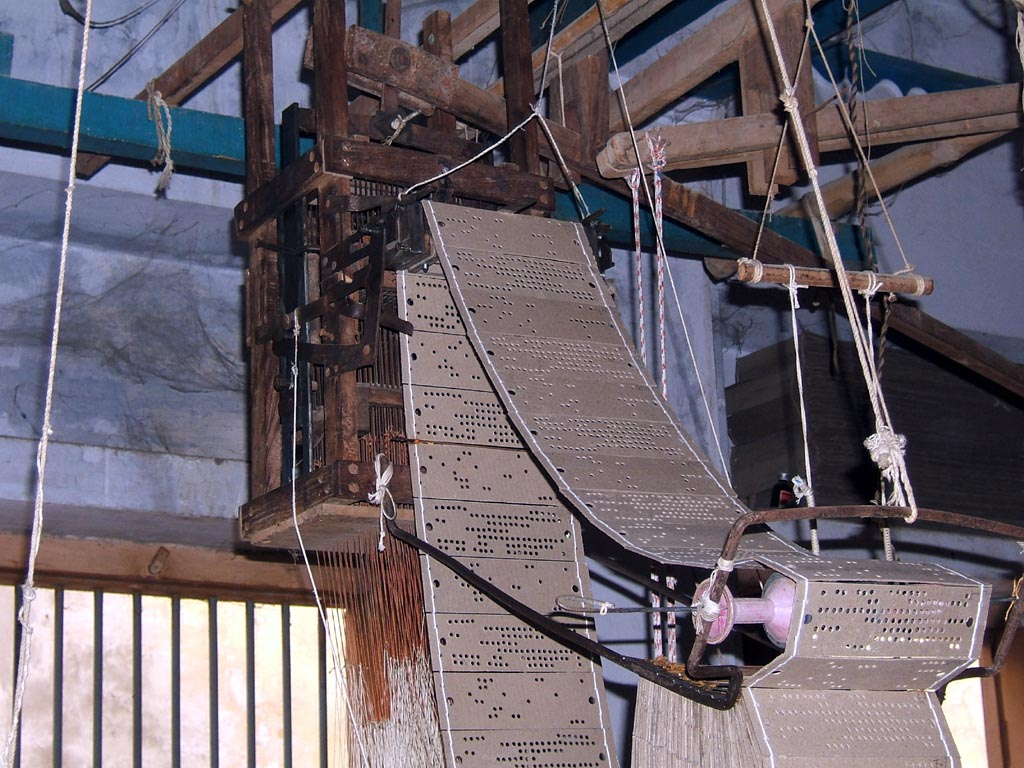
آلية البطاقة المثقبة في ورشة لنسج الحرير في الهند.

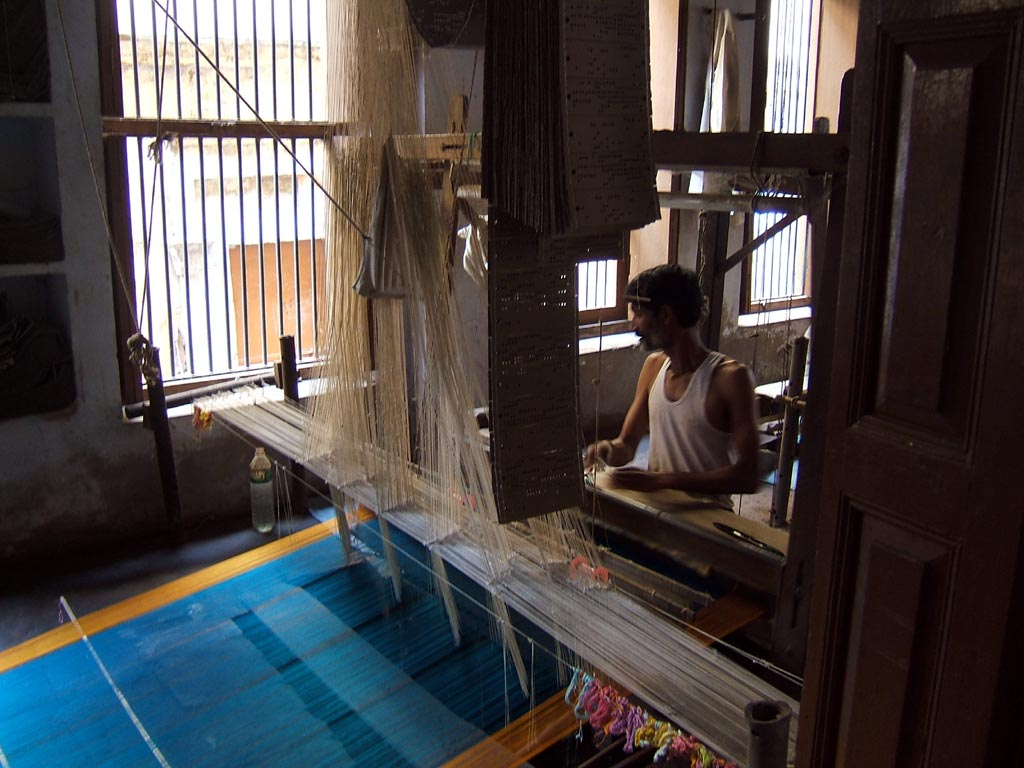
نسّاج في ورشة لنسج الحرير في الهند

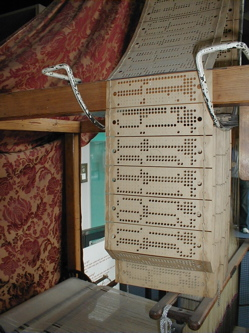
نظرة مقربة لبطاقات مثقبة 8 × 26 ثقب.

منسج جَكَرد أو جَاكَار (بالإنجليزية: Jacquard loom)‏ هو منسج ميكانيكي اخترعه جوزيف ماري جاركارد في سنة 1801 م. وقد سهلت هذه التقنية من إنتاج النسيج ذو الرسمات المعقدة مثل البروكار والدماسك والمتلاسيه [الإنجليزية].
يعتمد المبدأ الأساسي للجَكَرد على البطاقات المثقبة، وكل صف في البطاقة يطابق صفًا واحدًا في التصميم النسيجي. تثقب عدة صفوف من الثقوب في كل بطاقة ثم توصل هذه البطاقات التي تكون التصميم النسجي المطلوب مع بعضها البعض على نحو متسلسل. وقد اعتمد على الاختراعات السابقة للفرنسيين باسيل بوشون [الإنجليزية] (1725)، وجان باتيست فالكون [الإنجليزية] (1728)، وجاك فوكانسون [الإنجليزية] (1740).
لقد أمكن مع قيام الثورة الصناعية واختراع العمليات الآلية (مثل المناسج المكيانيكية) نسج النسيج السادة بكميات كبيرة ومعدلات أعلى وبسعر أقل مقارنة مع الماضي. ولكن للأسف بقي إنتاج أي من الرسومات غير البسيطة جدًا أمرًا يحتاج إلى العمال المهرة وبسعر عال جدًا.
أدرك جوزيف جَكَرد أن عملية النسج كانت عملا متكررا مع أنها عملية معقدة ودقيقة. لقد آمن بإمكانية أتمتة عملية نسج الرسومات المعقدة كما عليه الحال في الرسومات البسيطة. لقد ابتدع نظاما يعتمد على البطاقات المثقبة المصنوعة من الورق المقوى القاسي وتثقب كل بطاقة بمجموعة من الصفوف. وفي كل مرة سيقذف فيها المكوك الحامل للخيط توضع بطاقة في طريق الأصابع التي تتحسس الثقوب في البطاقة وتحدد وفقها أي الأصابع يمكن أن تمر من الثقوب فتعمل كبرنامج للمنسج. يسمح نظام التحكم هذا بالحصول على مستويات متنوعة من التعقيد في الرسومات النسجية.
كل ثقب في البطاقة يقابل خطاف والذي يمكن أن يكون في وضعيتين إما فوق أو تحت. يرفع الخطاف أو ينزل الدرأة التي تحمل وتقود خيوط السدى بحيث تفتح النفس ليمر خيط اللحمة فوق أو تحت خيوط السدى. تتشكل الرسومات النسجية نتيجة تسلسل رفع وخفض خيوط السدى. كل خطاف يمكن أن يكون موصولا عن طريق الدرأة بعدد من الخيوط، مما يسمح بالحصول على أكثر من تكرار للرسمة النسيجية. فالمنسج المكون من 400 خطاف يمكن أن تتصل أربع خيوط بكل خطاف مما يعطي قماشا بعرض 1600 خيط من خيوط السدى ذا أربع تكرارات للرسمة على عرض القماش.
إن مصطلح منسج جاكار هو تسمية مغلوطة. إنه رأس الجَكَرد الذي يركب فوق العديد من مناسج الدوبي مثل ماركة دورنيه [الإنجليزية] والذي يسمح للمنسج بتشكيل رسومات نسجية معقدة تسمى غالبا بحياكة جَكَرد.
وبينما مناسج الجَكَرد منتشرة نسبيا في صناعة النسيج إلا أنها ليست كلية الانتشار كما هو الحال في مناسج الدوبي الأسرع والأرخص. ومع ذلك، فإن مناسج الدوبي غير قادرة على إنتاج العديد من الحياكات المختلفة من السدى الواحد.
تحولت طريقة التحكم في مناسج الجَكَرد الحديثة إلى استخدام الحاسوب بدلا من البطاقات المثقبة ويمكن أن تتضمن آلاف الخطافات.
إن عملية لضم (وتسمى أيضا اللقي) (threading) منسج الجَكَرد هي عملية مضنية لذلك تجرى لمرة واحدة. وعند انتهاء مطواة السدى تربط نهايات خيوط السدى مع بدايات خيوط المطواة الجديدة باستخدام روبوت يربط الخيوك ببعضها خيطا فخيطا. وقد تستغرق العملية للمنسج الصغير ذي الآلاف القليلة من خيوط السدى أياما عدة.